# Арджеш (футбольний клуб)
Футбольний клуб «Арджеш» Пітешть (рум. Fotbal Club Argeș) — румунський футбольний клуб з Пітештя, заснований у 1953 році. Виступає у Лізі ІІ. Домашні матчі приймає на стадіоні «Ніколає Добрін», місткістю 15 000 глядачів.

## Досягнення
- Ліга I
  - Чемпіон: 1971–72, 1978–79
  - Срібний призер: 1967–68, 1977–78
- Ліга II
  - Чемпіон: 1960–61, 1962–63, 1993–94, 2007–08
- Ліга III
  - Чемпіон:  2016–17
  - Срібний призер: 2015–16
- Кубок Румунії
  - Фіналіст: 1964–65
- Балканський кубок
  - Фіналіст: 1983–84, 1984–85, 1987–88.

## Виступи в єврокубках

### Ліга чемпіонів / Кубок європейських чемпіонів
| Сезон   | Раунд | Країна     | Клуб             | Вдома | На виїзді | В сукупності |
| ------- | ----- | ---------- | ---------------- | ----- | --------- | ------------ |
| 1972–73 | 1Р    | Люксембург | Аріс Люксембург  | 4 – 0 | 2 – 0     | 6 – 0        |
| 1972–73 | 2Р    | Іспанія    | Реал Мадрид      | 2 – 1 | 1 – 3     | 3 – 4        |
| 1979–80 | 1Р    | Греція     | АЕК Афіни        | 3 – 0 | 0 – 2     | 3 – 2        |
| 1979–80 | 2Р    | Англія     | Ноттінгем Форест | 1 – 2 | 0 – 2     | 1 – 4        |

### Ліга Європи / Кубок КЄФА
| Сезон   | Раунд | Країна      | Клуб         | Вдома | На виїзді | В сукупності |
| ------- | ----- | ----------- | ------------ | ----- | --------- | ------------ |
| 1973–74 | 1Р    | Туреччина   | Фенербахче   | 1 – 1 | 1 – 5     | 2 – 6        |
| 1978–79 | 1Р    | Греція      | Панатінаїкос | 3 – 0 | 2 – 1     | 5 – 1        |
| 1978–79 | 2Р    | Іспанія     | Валенсія     | 2 – 1 | 2 – 5     | 4 – 6        |
| 1980–81 | 1Р    | Нідерланди  | Утрехт       | 0 – 0 | 0 – 2     | 0 – 2        |
| 1981–82 | 1Р    | Кіпр        | АПОЕЛ        | 4 – 0 | 1 – 1     | 5 – 1        |
| 1981–82 | 2Р    | Шотландія   | Абердин      | 2 – 2 | 0 – 3     | 2 – 5        |
| 1998–99 | 1КР   | Азербайджан | Динамо Баку  | 5 – 1 | 2 – 0     | 7 – 1        |
| 1998–99 | 2КР   | Туреччина   | Істанбулспор | 2 – 0 | 2 – 4     | 4 – 4 (г)    |
| 1998–99 | 1Р    | Іспанія     | Сельта       | 0 – 1 | 0 – 7     | 0 – 8        |

### Кубок ярмарків
| Сезон   | Раунд | Країна     | Клуб          | Вдома | На виїзді | В сукупності |
| ------- | ----- | ---------- | ------------- | ----- | --------- | ------------ |
| 1966–67 | 1Р    | Іспанія    | Севілья       | 2–0   | 2–2       | 4–2          |
| 1966–67 | 2Р    | Франція    | Тулуза        | 5–1   | 0–3       | 5–4          |
| 1966–67 | 3Р    | Югославія  | Динамо Загреб | 0–1   | 0–0       | 0–1          |
| 1967–68 | 1Р    | Угорщина   | Ференцварош   | 3–1   | 0–4       | 3–5          |
| 1968–69 | 1Р    | Португалія | Лейшойш       | 0–0   | 1–1       | 1–1          |
| 1968–69 | 2Р    | Туреччина  | Гезтепе       | 3–2   | 0–3       | 3–5          |